# Anthony Obame
Anthony Obame Mylann (Libreville, 10. rujna 1988.) gabonski je tekvandoaš i aktualni svjetski prvak.
Osvojio je srebrenu medalju na Olimpijskim igrama 2012. godine u Londonu u teškoj kategoriji preko 87 kg. To je bila prva olimpijska medalja u povijesti Gabona. Obamea su dočekali tisuće navijača nakon povratka u Librevilleu. Na dočeku je rekao da osjeća "ogromn ponos i radost"  nakon što je osvojio prvu olimpijsku medalju. Na putu do srebrene medalje pobijedio je Samoanca Kaina Thomsena, Kubanca Robelisa Despaignea i Turčina Bahrija Tanrıkula, dok je u finalu zlatnim bodom izgubio od talijana Carla Molfettia. Njegov trenir je bivši dvostruki svjetski prvak Španjolac Juan Antonio Ramos. 
Na Svjetskom prvenstvu 2013. godine u Puebli u Meksiku osvojio je zlatno odličje.